# Сан Карлос (Аризона)
Сан Карлос (енгл. San Carlos) насељено је место без административног статуса у америчкој савезној држави Аризона.

## Демографија
По попису из 2010. године број становника је 4.038, што је 322 (8,7%) становника више него 2000. године.
| Група             | 2000.      | 2010.      |
| Белци             | 164 (4,4%) | 62 (1,5%)  |
| Афроамериканци    | 9 (0,2%)   | 3 (0,1%)   |
| Азијати           | 11 (0,3%)  | 0 (0,0%)   |
| Хиспаноамериканци | 97 (2,6%)  | 118 (2,9%) |
| Укупно            | 3.716      | 4.038      |